# Tokyo Jihen
Tokyo Jihen (jap. 東京事変), auch unter dem englischen Namen Tokyo Incidents bekannt, ist eine japanische Band, die von der japanischen Sängerin Ringo Shiina 2003 gebildet wurde.

## Vorgeschichte
2003 gründete Ringo Shiina eine Unterstützungsband für ihre Abschiedstournee, weil sie ihre Solokarriere beenden wollte. Im Anschluss an diese Tournee entschied sie, mit den Musikern von Tokyo Jihen weiter zu arbeiten und schloss sich daher dieser Band an.

## Bandgeschichte
Am 31. Mai 2004 erklärten die Musiker von Tokyo Jihen, dass sie nun dauerhaft als feste Band arbeiten wollten. Tokyo Jihen veröffentlichte ein Album und zwei Singles und ging auf eine Tournee.
Am 1. Juli 2005 verkündeten die Bandmitglieder HZM und Mikio Hirama (Solokarriere) während dieser Konzerttour, dass sie Tokyo Jihen verlassen wollten. Neu hinzu kamen gegen Ende 2005 Izawa Ichiyou anstelle von HZM und Ukigumo (der bereits mit Shiina Ringo an ihrem letzten Soloalbum gearbeitet hatte) anstelle von Hirama Mikio.
Der Wechsel der Mitglieder hatte einen merkbaren Einfluss auf die Musik von Tokyo Jihen.
Während das erste Album Kyoiku noch Rock mit leichten Jazz-Einflüssen beinhaltete, schlug das zweite Album Otona mit neuer Besetzung gänzlich den Weg des Jazz Rock ein.
Als bereits bedingt durch Shiina Ringos Solo-Projekte Gerüchte um eine Auflösung Tokyo Jihens kursierten, wurden gleich zwei neue Singles für Juli bzw. August 2007 angekündigt: OSCA und Killer Tune. Außerdem wurde eine Japan-Tour der Band für den Spätherbst angekündigt. Ende September 2007 erschien ihr neues Album Variety, welches sich – laut Angaben Shiina Ringos – anders als die beiden Vorgänger mehr als Pop-Album denn als Rock- oder Jazz-Platte versteht.

## Band-Mitglieder

### Aktuelle Mitglieder
- Shiina Ringo

(Gesang, E-Gitarre, Akustische Gitarre, Klavier, Melodica, Masterkeyboard, Kazoo)
Shiina ist Gründerin und Leiterin dieser Band und schreibt fast alle Lieder.
- Kameda Seiji

(E-Bass, Kontrabass)
Kameda ist ein berühmter japanischer Musikproduzent und spielt bei Tokyo Jihen Bass-Gitarre. Er produziert viele Musiker, wie ayaka, Angela Aki, Every Little Thing, Chara, Do As Infinity, Ken Hirai, Plastic Tree, Flow, Aucifer.
- Hata Toshiki

(Schlagzeug, Percussion)
Hata ist an den Aufnahmen vieler Musiker als Schlagzeuger beteiligt.
- Ukigumo (seit Ende 2005)

(E-Gitarre, Akustische Gitarre, Backing Vocal, Rap)
Ukigumo hat seine eigene Band, Petrolz.
- Izawa Ichiyou (seit Ende 2005)

(Klavier, Masterkeyboard, E-Gitarre, Backing Vocal)
Izawa hat seine eigene Band, Appa und ist auch Mitglied von the HIATUS, die vom Frontman des Ellegarden, Takeshi Hosomi gebildet wurde.

### Ehemalige Mitglieder
- Hiizumi HZM Masayuki (bis Ende 2005)

(Klavier, Masterkeyboard, Backing Vocal)
HZM ist ursprünglich ein Mitglied der japanischen instrumentellen Jazzband, PE' Z.
- Hirama Mikio (bis Ende 2005)

(Gitarre, Backing Vocal)
Hirama startete anschließend eine Solokarriere als Sänger.

## Diskografie

### Studioalben
| Jahr | Titel               | Höchstplatzierung, Gesamtwochen, AuszeichnungChartsChartplatzierungen (Jahr, Titel, Platzierungen, Wochen, Auszeichnungen, Anmerkungen) | Anmerkungen |
| Jahr | Titel               | JP | Anmerkungen |
| ---- | ------------------- | --- | --- |
| 2004 | Kyōiku (教育)       | JP2 Platin · (40 Wo.)JP | Erstveröffentlichung: 25. November 2004 Verkäufe JP: + 391.000 |
| 2006 | Otona (大人)        | JP1 Platin · (22 Wo.)JP | Erstveröffentlichung: 25. Januar 2006 Verkäufe JP: + 294.000 als Regular Edition pour femme und als Limited Edition pour homme mit Bonus-DVD und Duftprobe erhältlich |
| 2007 | Goraku (娯楽)       | JP2 Gold · (23 Wo.)JP | Erstveröffentlichung: 26. September 2007 Verkäufe JP: + 175.000 |
| 2010 | Sports (スポーツ)   | JP1 Gold · (23 Wo.)JP | Erstveröffentlichung: 24. Februar 2010 Verkäufe JP: + 177.000 |
| 2011 | Dai Hakken (大発見) | JP1 Gold · (35 Wo.)JP | Erstveröffentlichung: 29. Juni 2011 Verkäufe JP: + 131.000 |
| 2021 | Ongaku              | JP2 (22 Wo.)JP | Erstveröffentlichung: 9. Juni 2021 |

### Kompilationen
| Jahr | Titel            | Höchstplatzierung, Gesamtwochen, AuszeichnungChartsChartplatzierungen (Jahr, Titel, Platzierungen, Wochen, Auszeichnungen, Anmerkungen) | Anmerkungen                                                   |
| Jahr | Titel            | JP | Anmerkungen                                                   |
| ---- | ---------------- | --- | ------------------------------------------------------------- |
| 2012 | Tokyo Collection | JP1 (15 Wo.)JP | Erstveröffentlichung: 15. Februar 2012 Verkäufe JP: + 62.000  |
| 2012 | Shin’ya Waku     | JP3 (9 Wo.)JP | Erstveröffentlichung: 29. August 2012 Verkäufe JP: + 52.000   |
| 2021 | Sogo             | JP3 (15 Wo.)JP | Erstveröffentlichung: 22. Dezember 2021 Verkäufe JP: + 34.515 |

### EPs
| Jahr | Titel                                      | Höchstplatzierung, Gesamtwochen, AuszeichnungChartsChartplatzierungen (Jahr, Titel, Platzierungen, Wochen, Auszeichnungen, Anmerkungen) | Anmerkungen                                                  |
| Jahr | Titel                                      | JP | Anmerkungen                                                  |
| ---- | ------------------------------------------ | --- | ------------------------------------------------------------ |
| 2004 | Gunjō Biyori / Sōnan                       | — | Erstveröffentlichung: 25. November 2004 Verkäufe JP: + 2.300 |
| 2006 | Adult Video Original Sound Track           | JP221 (1 Wo.)JP | Erstveröffentlichung: 23. März 2006 Verkäufe JP: + 1.100     |
| 2007 | Variety Zōkangō (娯楽（バラエティ）増刊号) | JP281 (1 Wo.)JP | Erstveröffentlichung: 21. November 2007 Verkäufe JP: + 700   |
| 2012 | Color Bars                                 | JP2 Gold · (9 Wo.)JP | Erstveröffentlichung: 18. Januar 2012 Verkäufe JP: + 109.000 |
| 2020 | News                                       | JP2 (25 Wo.)JP | Erstveröffentlichung: 8. April 2020 Verkäufe JP: + 30.407    |

### Singles
| Jahr | Titel Album                                                                             | Höchstplatzierung, Gesamtwochen, AuszeichnungChartsChartplatzierungen (Jahr, Titel, Album, Platzierungen, Wochen, Auszeichnungen, Anmerkungen) | Anmerkungen                                                                                     |
| Jahr | Titel Album                                                                             | JP | Anmerkungen                                                                                     |
| ---- | --------------------------------------------------------------------------------------- | --- | ----------------------------------------------------------------------------------------------- |
| 2004 | Gunjō Biyori (群青日和) Kyōiku                                                          | JP2 Gold + Gold (Digital) · (13 Wo.)JP | Erstveröffentlichung: 8. September 2004 · Verkäufe JP: + 203.000 · + JP: Gold (Streaming)       |
| 2004 | Sōnan (遭難) Kyōiku                                                                     | JP2 Gold · (8 Wo.)JP | Erstveröffentlichung: 20. Oktober 2004 Verkäufe JP: + 123.000                                   |
| 2005 | Shuraba (修羅場) Adult                                                                  | JP5 Gold + Gold (Downloads) · (15 Wo.)JP | Erstveröffentlichung: 2. November 2005 · Verkäufe JP: + 110.000 · + JP: Gold (Mobile Downloads) |
| 2007 | O.S.C.A. Variety                                                                        | JP2 Gold (Downloads) + Gold (Mobile Downloads) · (9 Wo.)JP                                                                                     | Erstveröffentlichung: 10. Juli 2007 Verkäufe JP: + 58.000                                       |
| 2007 | Killer-tune (キラーチューン) Variety                                                    | JP5 (7 Wo.)JP | Erstveröffentlichung: 22. August 2007 Verkäufe JP: + 51.000                                     |
| 2007 | Senkō Shōjo Sports                                                                      | — | Erstveröffentlichung: 18. Oktober 2007                                                          |
| 2009 | Nōdōteki Sanpunkan (能動的三分間) Sports                                                | JP1 Gold (Downloads) + Gold (Mobile Downloads) · (11 Wo.)JP                                                                                    | Erstveröffentlichung: 2. Dezember 2009 Verkäufe JP: + 71.000                                    |
| 2010 | Tengoku e Yōkoso Dai Hakken                                                             | — | Erstveröffentlichung: 2010                                                                      |
| 2010 | Dopa-Mint! Dai Hakken                                                                   | — | Erstveröffentlichung: 2010                                                                      |
| 2011 | Sora ga natteiru / Onna no ko wa dare de mo (空が鳴っている／女の子は誰でも) Dai Hakken | JP6 (8 Wo.)JP | Erstveröffentlichung: 11. Mai 2011 Verkäufe JP: + 54.000                                        |
| 2020 | Erabarezaru Kokumin News                                                                | — | Erstveröffentlichung: 2020                                                                      |

### Videoalben
Musik-DVDs

| Jahr | Titel                  | Höchstplatzierung, Gesamtwochen, AuszeichnungChartsChartplatzierungen (Jahr, Titel, Platzierungen, Wochen, Auszeichnungen, Anmerkungen) | Anmerkungen                              |
| Jahr | Titel                  | JP | Anmerkungen                              |
| ---- | ---------------------- | --- | ---------------------------------------- |
| 2004 | Tokyo Incidents Vol. 1 | JP5 (11 Wo.)JP | Erstveröffentlichung: 8. Dezember 2004   |
| 2005 | Adult Video            | JP4 (11 Wo.)JP | Erstveröffentlichung: 23. März 2006      |
| 2007 | Senkō Shōjo            | JP6 (15 Wo.)JP | Erstveröffentlichung: 21. November 2007  |
| 2011 | CS Channel             | JP4 (8 Wo.)JP | Erstveröffentlichung: 21. September 2011 |
| 2013 | Golden Time            | JP11 (4 Wo.)JP | Erstveröffentlichung: 27. Februar 2013   |

Live-DVDs

| Jahr | Titel                                                        | Höchstplatzierung, Gesamtwochen, AuszeichnungChartsChartplatzierungen (Jahr, Titel, Platzierungen, Wochen, Auszeichnungen, Anmerkungen) | Anmerkungen                             |
| Jahr | Titel                                                        | JP | Anmerkungen                             |
| ---- | ------------------------------------------------------------ | --- | --------------------------------------- |
| 2005 | Dynamite In                                                  | JP2 (11 Wo.)JP | Erstveröffentlichung: 13. Juli 2005     |
| 2005 | Dynamite Out                                                 | JP2 (18 Wo.)JP | Erstveröffentlichung: 17. August 2005   |
| 2006 | Just Can’t Help It                                           | JP2 (11 Wo.)JP | Erstveröffentlichung: 6. September 2006 |
| 2010 | Spa & Treatment                                              | JP17 (6 Wo.)JP | Erstveröffentlichung: 25. August 2010   |
| 2010 | Ultra-C                                                      | JP3 (17 Wo.)JP | Erstveröffentlichung: 25. August 2010   |
| 2012 | Discovery                                                    | JP1 (13 Wo.)JP | Erstveröffentlichung: 15. Februar 2012  |
| 2012 | Bon Voyage                                                   | JP3 (15 Wo.)JP | Erstveröffentlichung: 13. Juni 2012     |
| 2012 | Chin Play Kō Play (珍プレー好プレー) Bloopers and Highlights | JP1 (6 Wo.)JP | Erstveröffentlichung: 29. August 2012   |

### Boxsets
| Jahr | Titel     | Höchstplatzierung, Gesamtwochen, AuszeichnungChartsChartplatzierungen (Jahr, Titel, Platzierungen, Wochen, Auszeichnungen, Anmerkungen) | Anmerkungen                                                  |
| Jahr | Titel     | JP | Anmerkungen                                                  |
| ---- | --------- | --- | ------------------------------------------------------------ |
| 2013 | Hard Disk | JP15 (2 Wo.)JP | Erstveröffentlichung: 27. Februar 2013 Verkäufe JP: + 12.000 |

### Musikvideos
| Jahr | Titel                                                                                         | Regisseur      |
| ---- | --------------------------------------------------------------------------------------------- | -------------- |
| 2004 | Gunjō Biyori (群青日和)                                                                       | Masaaki Uchino |
| 2004 | Sono Shukujo Fushidara ni Tsuki (その淑女ふしだらにつき) (Originaltitel: the lady is a tramp) | Masaaki Uchino |
| 2004 | Sōnan (遭難)                                                                                  | Masaaki Uchino |
| 2004 | Dynamite                                                                                      | Masaaki Uchino |
| 2004 | Kurumaya-san (車屋さん)                                                                       | Masaaki Uchino |
| 2004 | Service                                                                                       | Masaaki Uchino |
| 2005 | Shuraba (修羅場)                                                                              | Shuichi Banba  |
| 2005 | Kabuki (歌舞伎)                                                                               | Hiroshi Usui   |
| 2005 | Himitsu (秘密) For DJ                                                                         | Hiroshi Usui   |
| 2005 | Koi wa Maboroshi (恋は幻) For Musician (Originaltitel: Get It Up For Love)                    | Hiroshi Usui   |
| 2005 | Kenka Jōtō (喧嘩上等)                                                                         | Hiroshi Usui   |
| 2005 | Tasogare naki (黄昏泣き) For Mother                                                           | Hiroshi Usui   |
| 2007 | O.S.C.A.                                                                                      | Yuichi Kodama  |
| 2007 | Killer-tune (キラーチューン)                                                                  | Yuichi Kodama  |
| 2007 | Senkō Shōjo (閃光少女)                                                                        | Yuichi Kodama  |
| 2009 | Nōdōteki Sanpunkan (能動的三分間)                                                             | Yuichi Kodama  |
| 2009 | Kachi Ikusa (勝ち戦)                                                                          | Yuichi Kodama  |
| 2011 | Sora ga natteiru (空が鳴っている)                                                             | Yuichi Kodama  |
| 2011 | Onna no ko wa dare de mo (女の子は誰でも)                                                     | Yuichi Kodama  |
| 2011 | Atarashii Bunmeikaika (新しい文明開化)                                                        | Yuichi Kodama  |
| 2011 | Tengoku e Yōkoso (天国へようこそ) Tokyo Bay Ver. CS Edit                                      | Yuichi Kodama  |
| 2011 | Handsome sugite (ハンサム過ぎて)                                                              | Yuichi Kodama  |
| 2012 | Konnya wa Karasawagi (今夜はから騒ぎ)                                                         | Yuichi Kodama  |